# SANE
SANE (Scanner Access Now Easy) — интерфейс прикладного программирования (API), который предоставляет стандартизированный доступ к устройствам сканирования растровых изображений (планшетные сканеры, ручные сканеры, видео- и фото-камеры, устройства видеозахвата и т. д.). SANE API является общественным достоянием и открыт для всеобщего обсуждения и разработки. Широко используется в Linux.

## Графические оболочки
- XSane — приложение со множеством настроек.
- Simple Scan — простая в использовании программа с базовыми возможностями. Написана Робертом Энселлом из Canonical Ltd. для ОС Linux. Simple Scan входит в состав дистрибутива ОС Linux Ubuntu, начиная в версии 10.04 Lucid Lynx.
- Gnome-scan (Flegita) — написана для графического окружения GNOME Этьеном Берсаком. Имеется плагин для GIMP[4]. Последняя версия этой программы вышла в сентябре 2007 года[5].
- gscan2pdf — программа, также позволяющая обрабатывать отсканированные изображения и сохранять их в форматах PDF и DjVu.